# MA Aziz Stadium
MA Aziz Stadium (znany również jako Chittagong Stadium) – wieloużytkowy stadion w Ćottogram w Bangladeszu. Grają na nim lokalne drużyny ten krykieta i piłki nożnej. Jego całkowita pojemność wynosi 20 000 osób. Historycznie, stadion był wykorzystywany jako główna kwatera wojskowa podczas wojny o niepodległość w 1971 roku. Główny stadion krykietowy tego portowego miasta to obecnie Zohur Ahmed Chowdhury Stadium.